# Rajmond
Rajmond je moško osebno ime.

## Izvor imena
Ime Rajmond je izpeljano iz imena Rajmund.

## Pogostost imena
- Leta 1994 je bilo v Sloveniji po podatkih iz knjige Leksikon imen Janeza Kebra 33 oseb, ki so imele to ime.
- Po podatkih Statističnega urada Republike Slovenije je bilo na dan 31. decembra 2007 v Sloveniji število moških oseb z imenom Rajmond: 24.[2]

## Osebni praznik
Rajmond praznuje god 7. januarja ali pa 31. avgusta.

## Slavni nosilci imena
Rajmond Debevec, slovenski olimpionik